# Bicorona elegans
Bicorona elegans är en nässeldjursart som beskrevs av Wilfrid Arthur Millard 1966. Bicorona elegans ingår i släktet Bicorona och familjen Corynidae. Inga underarter finns listade i Catalogue of Life.